# Orphanet
Orphanet è un sito web europeo che contiene informazioni in merito alle malattie rare e ai farmaci orfani. Il contenuto del sito è destinato sia ai medici, sia ai pazienti. Il suo ufficio amministrativo è a Parigi e la sua rivista medicale si chiama Orphanet Journal of Rare Diseases, pubblicata per conto dell'editore BioMed Central.
Il sito è gestito da un consorzio di istituti accademici da 40 Paesi, guidato dall'INSERM. Ad ottobre 2020, il sito offre una trattazione di 6100 malattie rare diverse e di 5400 geni diversi.